# Xbox Live Arcade
Xbox Live Arcade (XBLA) é um serviço de download de jogos digitais disponível na Xbox Games Store, a rede de distribuição digital da Microsoft para o Xbox 360. Ele se concentra em jogos menores para download, tanto de grandes publicadoras quanto de desenvolvedores de jogos independentes. Os títulos variam de jogos eletrônicos clássicos de console e jogos de arcade a novos jogos projetados desde o início para o serviço. Os jogos disponíveis pelo serviço XBLA variam de US$ 5 a 20 no preço e, em outubro de 2016, havia 719 títulos do Xbox Live Arcade lançados para o Xbox 360. Antes do Xbox 360, "Xbox Live Arcade" era o nome de uma rede de distribuição online no Xbox original, que foi substituída pelo Xbox Live Marketplace.

## História

### Xbox
O serviço Xbox Live Arcade foi anunciado oficialmente em 12 de maio de 2004, na conferência de imprensa da Microsoft na E3 por Bill Gates e lançado em 6 de novembro de 2004, para o console de jogo Xbox original. O software XBLA era obtido solicitando-o no site da Microsoft. Era enviado por correio em um disco que também continha uma versão gratuita do jogo eletrônico Ms. Pac-Man.
Para gerar maior publicidade para o serviço, o disco também foi distribuído com edições especiais da Official Xbox Magazine e como parte do bundle de console Forza Motorsport  do Xbox. O serviço foi lançado com seis títulos e expandiu sua biblioteca para doze títulos no final do ano. Uma vez conectado ao Xbox Live, os clientes podem comprar títulos adicionais usando um cartão de crédito ou fazer o download de uma versão de avaliação limitada de um jogo. Os preços dos jogos variam de US$ 4,99 a US$ 14,99.
| Lista de jogos Xbox Live Arcade lançados no Xbox original desde o início de 2011 (27 títulos)                                       | Lista de jogos Xbox Live Arcade lançados no Xbox original desde o início de 2011 (27 títulos)                     | Lista de jogos Xbox Live Arcade lançados no Xbox original desde o início de 2011 (27 títulos)                                                                  |
| --- | --- | --- |
| - Alien Sky - AstroPop - Atomaders - Bankshot Billiards - Bejeweled - Bookworm - Dangerous Mines - Dino and Aliens - Feeding Frenzy | - Gauntlet - Guardian - Hamsterball - Hardwood Solitaire - Joust - Marble Blast Gold - Ms. Pac-Man - Mutant Storm | - Namco Vintage (Pole Position, Dig Dug & Galaga) - Orbz - Pipeline - Ricochet Lost Worlds - Robotron: 2084 - Smash TV - Super Collapse II - ThinkTanks - Zuma |

### Xbox 360
Em 22 de novembro de 2005, o XBLA foi relançado no Xbox 360. O serviço foi integrado à interface principal do usuário do Painel e os discos rígidos do Xbox 360 foram fornecidos com uma cópia gratuita do Hexic HD. Cada título Arcade no Xbox 360 suporta tabelas de classificação, 200 pontos de conquista e gráficos em alta definição 720p. Eles também têm uma versão de teste disponível para download gratuito. Essas demos são jogáveis e a maioria oferece apenas uma fração dos níveis, modos e conteúdo do jogo completo. Uma versão completa do jogo deve ser adquirida para permitir que o usuário faça o upload de pontuações para as tabelas de classificação, desbloqueie conquistas, jogue o modo multijogador online (com algumas exceções) e faça o download de conteúdo bônus. Vários novos recursos e aprimoramentos foram adicionados por meio de atualizações de software, incluindo uma tabela de classificação de amigos, opções adicionais de classificação, enumeração mais rápida de jogos, um recurso de download automático para jogos de teste lançados recentemente e mensagens "Tell a Friend". O limite de tamanho original imposto pela Microsoft para jogos do Xbox Live Arcade era 50 MB, para garantir que qualquer jogo baixado possa caber em uma Unidade de memória de 64 MB do Xbox. O limite foi alterado para 150 MB, depois 350 MB e agora 2 GB, o último dos quais é uma limitação técnica do sistema (e não um limite arbitrário imposto pela Microsoft). Em 12 de setembro de 2012, o limite de 2 GB foi aumentado para um número desconhecido, com dois títulos, Red Johnson's Chronicles e Double Dragon Neon, pesando 2,68 GB e 2,24 GB, respectivamente.
Em 12 de julho de 2006, a Microsoft lançou o programa "Xbox Live Arcade Wednesdays", que prometia um novo jogo Arcade a ser lançado toda quarta-feira pelo resto do verão. Quando o verão terminou, a Microsoft anunciou que novos títulos para XBLA também seriam lançados às quartas-feiras. Para promover o serviço no varejo, a Microsoft lançou o Xbox Live Arcade Unplugged Volume 1 como um disco de compilação de seis jogos. Em 18 de outubro de 2007, a Microsoft anunciou o SKU do console Xbox 360 Arcade, que inclui versões completas do Boom Boom Rocket, Feeding Frenzy, Luxor 2, Pac-Man Championship Edition e Uno. Em 22 de maio de 2008, o gerente geral da Xbox Live da Microsoft, Marc Whitten, detalhou alterações no serviço, que incluíam aumentar o limite de tamanho dos jogos para 350 MB e melhorar a maneira como o gerenciamento de direitos digitais é tratado. Além disso, a Microsoft criou um estúdio interno de jogos para criar "conteúdo digital de alta qualidade" para o XBLA.
Em 30 de julho de 2008, a Microsoft anunciou o XBLA Summer of Arcade. Qualquer um que baixasse um dos títulos lançados em agosto (Geometry Wars: Retro Evolved 2, Braid, Bionic Commando Rearmed, Galaga Legions e Castle Crashers) seria sorteado com um grande prêmio de 100.000 Microsoft Points, 12 meses de assinatura Xbox Live Gold e um console Xbox 360 Elite. Outro Summer of Arcade começou no ano seguinte em 22 de julho de 2009. Quem compra todos os títulos lançados ('Splosion Man, Marvel vs. Capcom 2, TMNT: Turtles in Time Re-Shelled, Trials HD e Shadow Complex) receberão uma recompensa de 800 pontos. O próximo Summer of Arcade começou em 21 de julho de 2010 e apresenta Limbo, Hydro Thunder Hurricane, Castlevania: Harmony of Despair, Monday Night Combat e Lara Croft and the Guardian of Light. A promoção "Shopping Spree" terminou em 1 de novembro de 2010, na qual quem gastou mais de 2400 pontos em outubro de 2010 recebeu uma recompensa de 800 pontos.
Em 10 de março de 2006, três milhões de downloads haviam sido feitos no serviço. Em 30 de janeiro de 2007, esse número havia aumentado para 20 milhões. O serviço atingiu 25 milhões de downloads em 6 de março de 2007 com 45 milhões de downloads projetados até o final de 2007. Em 27 de março de 2007, a Microsoft declarou o Uno como o primeiro jogo do Xbox Live Arcade a exceder um milhão de downloads. Quase 70% dos proprietários de Xbox 360 conectados ao Xbox Live baixaram um título do Arcade com a taxa de anexação sendo de 6 a 7 títulos por usuário. Jogos originais normalmente recebem 350.000 downloads no primeiro mês. Os títulos têm um retorno financeiro médio de 156% em doze meses, com os dois primeiros meses de vendas representando apenas 35% do volume total. A taxa média de conversão (do download da versão de avaliação à compra) em todos os títulos é de 18% (uma baixa de 4% e uma alta de 51%). Em 19 de setembro de 2007, a Microsoft anunciou os dez principais downloads Arcade do mundo, como Aegis Wing, Uno, Texas Hold 'em, Geometry Wars: Retro Evolved, Bankshot Billiards 2, Street Fighter II: Hyper Fighting, Teenage Mutant Ninja Turtles 1989 Classic Arcade, Worms, Castlevania: Symphony of the Night e Contra.

### Xbox One
Com o Xbox One, a Microsoft decidiu renunciar à colocação de diferentes tipos de jogos em diferentes canais. Assim, a Microsoft interrompeu o uso do apelido "Live Arcade", agrupando todos os tipos de jogos (possíveis títulos do Arcade, varejo e Indies).

## Preços e lançamentos
Os títulos do Xbox Live Arcade variam de US$ 2,50 a US$ 20, com a grande maioria sendo vendida por US$ 10 ou menos. Os jogos geralmente são voltados para jogadores mais casuais, buscando o apelo de "pegar e jogar". Vários jogos foram temporariamente gratuitos, incluindo Texas Hold 'em, Carcassonne e Undertow. Outros estão permanentemente grátis incluindo Aegis Wing, um jogo criado por três estagiários da Microsoft, TotemBall, um jogo que só pode ser jogado com a câmera Xbox Live Vision, Yaris (um jogo-propaganda da Toyota), e Dash of Destruction, lançado em 17 de dezembro de 2008, como um advergame da Doritos. Em 30 de novembro de 2007, a Microsoft lançou o "Xbox Live Arcade Hits", onde os jogos são permanentemente reduzidos em preço (um conceito semelhante ao "Platinum Hits" para jogos regulares do Xbox 360 no varejo). Em 22 de julho de 2008, os Arcade Hits atuais incluem o Lumines Live!, Assault Heroes, Zuma, Doom, Bankshot Billiards 2, Small Arms, Puzzle Quest: Challenge of the Warlords e Marble Blast Ultra. Em 24 de junho de 2011, o site de jogos eletrônicos 1UP.com informou que a Microsoft estava se preparando para trazer jogos free-to-play para o Xbox Live e disse jogos que iriam incluir um serviço de microtransações. O primeiro jogo grátis para jogar, Happy Wars, foi lançado em 12 de outubro de 2012.

## Remoção de jogos
Em maio de 2008, a Microsoft anunciou que jogos com mais de seis meses se qualificariam para sair do serviço se tivessem uma pontuação Metacritic abaixo de 65 e uma taxa de conversão abaixo de 6%. O objetivo era "concentrar o catálogo mais em jogos maiores e mais imersivos e facilitar a localização dos jogos que você estava procurando". No entanto, a Microsoft nunca removeu um jogo usando esse método.
Em fevereiro de 2010, foi anunciado que nove jogos da Midway Games não estariam mais disponíveis para compra "devido aos direitos e permissões das publicadoras" (embora a PlayStation Store da Sony nunca tenha feito isso com seus próprios jogos da Midway para download), referindo-se a compra pela Warner Bros. de alguns ativos da Midway Games, incluindo certos direitos relacionados aos nove jogos. Destinos semelhantes aconteceram com a versão XBLA de Double Dragon quando sua publicadora faliu. Yaris era um advergame que foi retirado do sistema após um ano devido a evitar que ele se tornasse um conteúdo obsoleto. O Doom da Id Software foi retirado do catálogo devido ao fato de a Id ter sido comprada pela publicadora Zenimax Media e, como tal, os direitos de publicação foram removidos da publicadora Activision. A partir de 19 de janeiro de 2012, o Doom foi restaurado no Xbox Live Arcade sob a nova publicadora, Bethesda. Em 2011, a Ubisoft anunciou que Teenage Mutant Ninja Turtles: Turtles in Time Re-Shelled deveria ser removido do serviço Xbox Live em 30 de junho de 2011, devido a uma licença expirada. Chessmaster Live também foi removido.
Em 15 de dezembro de 2013, a Capcom anunciou em seu blog que Marvel vs. Capcom 2 e Ultimate Marvel vs. Capcom 3 seria removido da loja XBLA. Embora nenhuma data específica tenha sido listada, a última data do DLC para esses títulos foi listada em 26 de dezembro de 2013.